# Tom Stamsnijder
Tom Stamsnijder (Almelo, 15 maggio 1985) è un ex ciclista su strada olandese, professionista dal 2007 al 2018. Specialista delle classiche, vinse la classifica dei traguardi volanti al Giro d'Italia 2010.
È figlio di Hennie Stamsnijder, campione del mondo di ciclocross nel 1981.

## Carriera
Pur figlio di un campione del mondo di ciclismo, Stamsnijder cominciò a pedalare solo dopo un infortunio al ginocchio rimediato giocando a calcio. Colse le prime vittorie già tra gli esordienti, categoria in cui fu campione olandese a cronometro nel 2000, e due anni più tardi vinse il Giro delle Fiandre riservato agli juniores. Nel 2003, sempre tra gli juniores, partecipò alla prova in linea e alla cronometro dei campionati del mondo di Hamilton.
Passò nella categoria Under-23 nel 2004 con la Rabobank GS3, squadra satellite della Rabobank, cogliendo due successi di tappa al Mainfranken-Tour. Nelle due stagioni successive, in cui gareggiò con la Rabobank Continental, si aggiudicò il prologo del Thüringen Rundfahrt e una tappa al Tour de la Somme nel 2005, una tappa alla Settimana Ciclistica Lombarda, una al Grand Prix Tell e una al Roserittet DNV GP nel 2006. Sempre nel 2006 prese parte alla prova in linea Under-23 dei campionati del mondo di Salisburgo.
Passò professionista all'inizio del 2007 con la Gerolsteiner: l'anno dopo partecipò al suo primo Grande Giro, la Vuelta a España, e al suo primo campionato del mondo Elite, a Varese. Nel 2009, dopo la chiusura del team Gerolsteiner, ritornò alla Rabobank, questa volta in prima squadra: con la nuova maglia prese parte a due edizioni del Giro d'Italia, aggiudicandosi anche la classifica dei traguardi volanti al Giro del 2010.
Nel 2011 passò tra le file del neonato team lussemburghese Leopard-Trek, ma non colse particolari risultati; nel 2012 si accasò quindi all'Argos-Shimano, ma nel biennio seguente, a causa di alcuni infortuni, tra cui una frattura alla spalla, non riuscì a gareggiare con continuità.

## Palmarès
- 2002 (Juniores)

Giro delle Fiandre Juniores
- 2004

Prologo Mainfranken-Tour (Schweinfurt)
2ª tappa Mainfranken-Tour (Bad Brückenau > Schweinfurt)
- 2005

Prologo Internationale Thüringen Rundfahrt (Weimar)
3ª tappa Tour de la Somme (Mareuil-Caubert > Abbeville)
- 2006

1ª tappa Settimana Ciclistica Lombarda (Brignano Gera d'Adda > Brignano Gera d'Adda)
4ª tappa Grand Prix Tell (Pfaffnau > Sursee)
2ª tappa Roserittet DNV GP (Skien > Tønsberg)

### Altri successi
- 2010

Classifica traguardi volanti Giro d'Italia

## Piazzamenti

### Grandi Giri
- Giro d'Italia

2009: 134º
2010: 109º
2011: non partito (5ª tappa)
2014: 143º
2015: 153º
2016: 143º
2017: 154º
- Vuelta a España

2007: 120º
2008: 88º
2013: 137º
2015: 155º
2016: 131º

### Classiche monumento
- Milano-Sanremo

2014: ritirato
2016: 131º
2017: 187º
- Giro delle Fiandre

2007: 105º
2011: 101º
2012: 84º
2018: ritirato
- Parigi-Roubaix

2007: 88º
2012: ritirato
2013: fuori tempo
2015: 131º
2016: 100º
2017: ritirato
2018: ritirato

### Competizioni mondiali
- Campionato del mondo su strada

Hamilton 2003 - In linea Juniors: 34º
Hamilton 2003 - Cronometro Juniors: 11º
Salisburgo 2006 - In linea Under-23: 68º
Varese 2008 - In linea Elite: ritirato